# Beata Andersson
Beata Mona Lisa Ernman Andersson, tidigare Ernman Thunberg , född 3 november 2005 i Stockholm, är en svensk sångerska, skådespelare och musikalartist.
Hon delade på huvudrollen i musikalen Forever Piaf tillsammans med sin mor på Göta Lejon 2020–2022.
Beata är dotter till skådespelaren Svante Thunberg och operasångerskan Malena Ernman och syster till miljöaktivisten Greta Thunberg. Hon är medförfattare till boken Scener ur hjärtat, som utgavs första gången i augusti 2018.
Beata har diagnostiserats med ADHD, med drag av Aspergers syndrom, tvångssyndrom och trotssyndrom.